# Harold Acton
Sir Harold Mario Mitchell Acton, KBE (* 5. Juli 1904 in Florenz; † 27. Februar 1994 ebenda) war ein britischer Autor.

## Leben

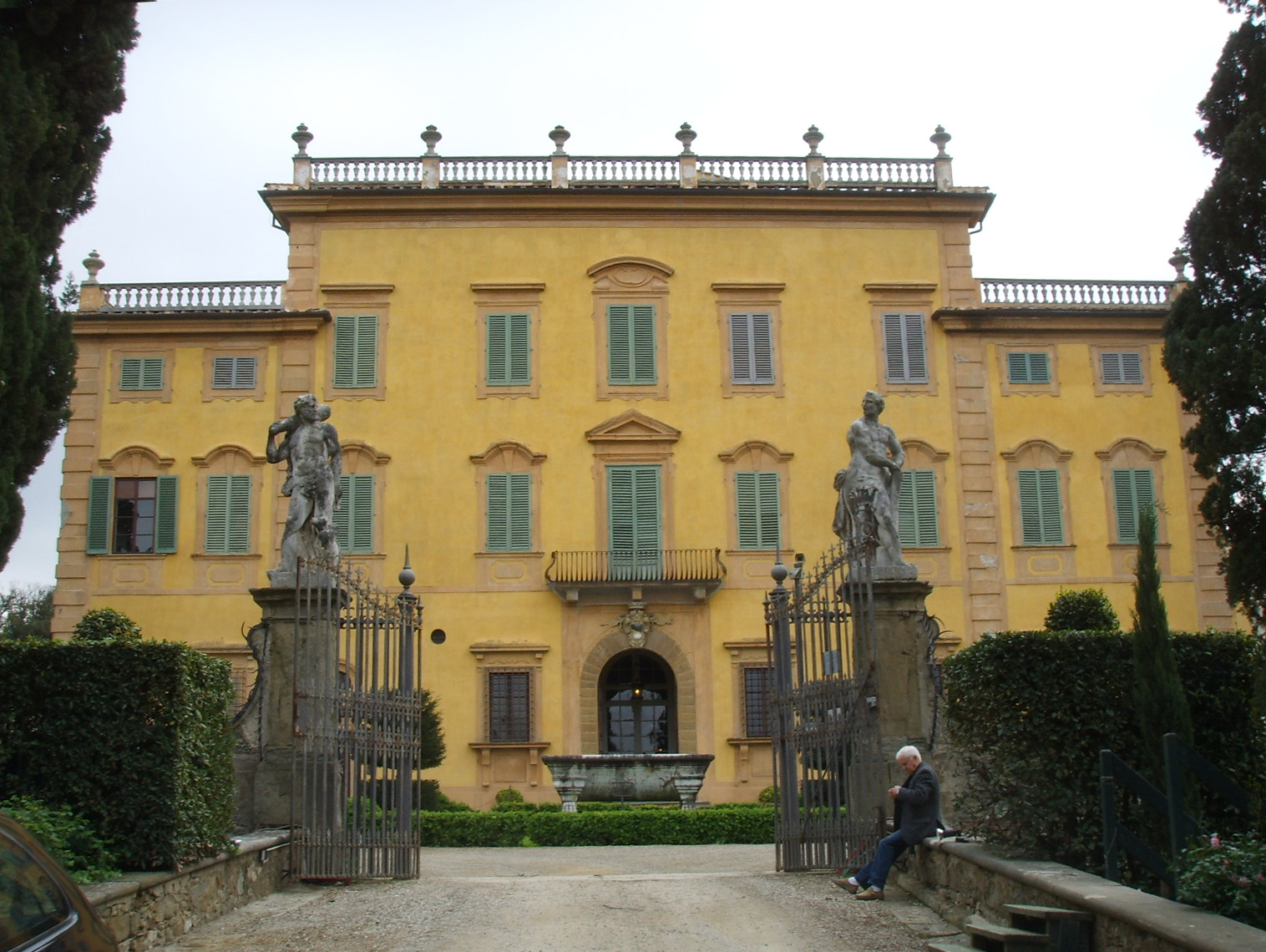
La Pietra

Der Vater von Harold Acton war der Kunsthändler Arthur Acton (1873–1953) und seine Mutter war Hortense Mitchell (1871–1962), die aus einer wohlhabenden Bankiersfamilie in Chicago stammte. Er behauptete, sein Urgroßvater wäre John Acton (1736–1811), Premierminister von Neapel unter Ferdinand IV. gewesen, tatsächlich stammte er aber von dessen jüngern Bruder Joseph (1737–1830) ab. Nach seiner Schulzeit in Florenz, Reading im südlichen England und Genf in der Schweiz an Privatschulen besuchte Acton ab Mai 1918 das Eton College. Zu seinen damaligen Studienkollegen gehörten Eric Blair (der Autor George Orwell), Cyril Connolly, Robert Byron, Alec Douglas-Home, Ian Fleming, Brian Howard, Oliver Messel, Anthony Powell, Henry Yorke (der Romanautor Henry Green). Im Oktober 1923 wechselte Acton an die Universität Oxford. Dort wurde er 1923 Mitgründer des Magazins The Oxford Broom und schrieb sein erstes Gedicht Aquarium.
Nach seinem Studiumsende ging Acton nach China, wo er als Lehrer unterrichtete. Zu Beginn des Zweiten Weltkrieges kehrte Acton nach England zurück und arbeitete für die britische Royal Air Force. Nach dem Zweiten Weltkrieg kehrte er nach Italien zurück, wo er viele Jahre in der zum Familienbesitz zählenden toskanischen Villa La Pietra bei Florenz verbrachte. Als Schriftsteller schrieb Acton im Laufe der Jahre viele Werke, unter anderem The Last Medici, Memoirs of an Aesthete und The Bourbons of Naples.

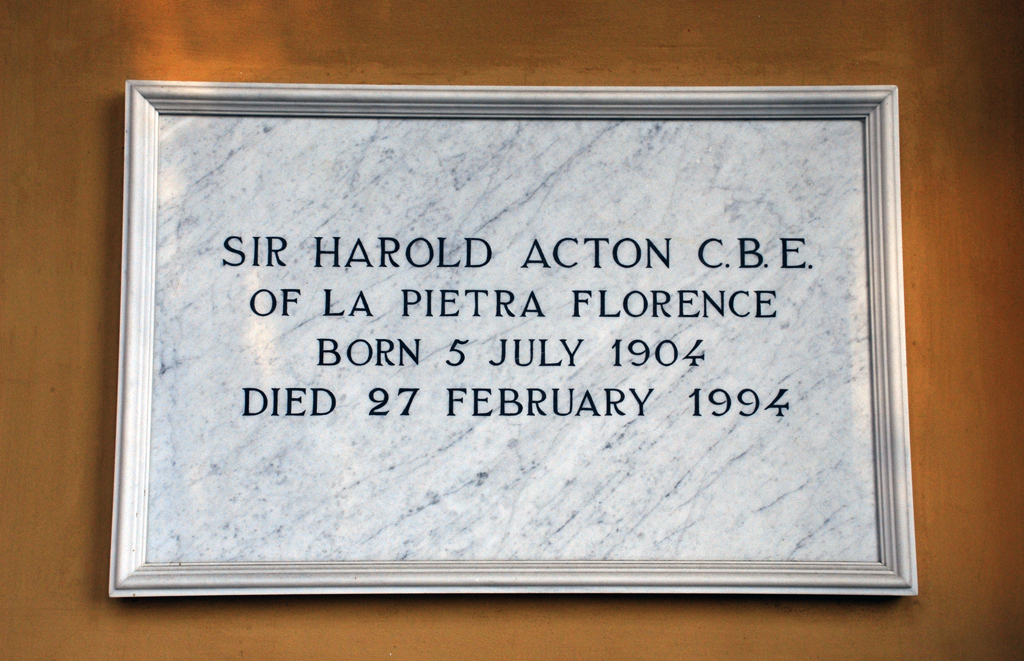
Sir Harold Acton: das Grab "Agli Allori" auf dem Friedhof in Florenz

Der Lebensgefährte von Acton war der deutsche Fotograf Alexander Zielcke, der insbesondere für seine Fotografien toskanischer Villen als Fotograf bekannt ist. Als Acton 1994 verstarb, hinterließ er die toskanische Villa La Pietra, wo er viele Jahre seines Lebens verbrachte, der New York University. Acton wurde auf dem Cimitero Evangelico agli Allori in Florenz bestattet.
Umstritten ist, ob Harold Acton dem fiktiven Charakter Anthony Blanche in dem Roman Wiedersehen mit Brideshead von Evelyn Waugh von 1945 entspricht.

## Ehrungen
- Knight Commander des Order of the British Empire (KBE), 1974

## Werke (Auswahl)
- 1923: Aquarium, London, Duckworth
- 1925: An Indian Ass, London, Duckworth
- 1927: Five Saints and an Appendix, London, Holden
- 1928: Cornelian, London, The Westminster Press
- 1928: Humdrum, London, The Westminster Press
- 1930: The Last of the Medici, Florenz, G. Orioli
- 1930: This Chaos, Paris, Hours Press
- 1932: The Last Medici, London, Faber & Faner
- 1936: Modern Chinese Poetry (gemeinsam mit Ch'en Shih-Hsiang), Duckworth
- 1937: Famous Chinese Plays (gemeinsam mit L.C. Arlington), Peiping, Henri Vetch
- 1941: Glue and Lacquer: Four Cautionary Tales (gemeinsam mit Lee Yi-Hsieh), London, The Golden Cockerel Press
- 1941: Peonies and Ponies, London, Chatto & Windus
- 1948: Memoirs of an Aesthete, London, Methuen
- 1950: Prince Isidore. A novel, London, Methuen
- 1956: The Bourbons of Naples (1734-1825), London, Methuen
- 1960: Ferdinando Galiani, Rome, Edizioni di Storia e di Letteratura
- 1960: Florence (gemeinsam mit Martin Huerlimann), London, Thames & Hudson
- 1965: The Last Bourbons of Naples (1825-1861), London, Methuen
- 1965: Old Lamps for New, London, Methuen
- 1970: More Memoirs of an Aesthete, London, Methuen
- 1972: Tit for Tat, London, Hamish Hamilton
- 1973: Tuscan Villas, London, Thames & Hudson
- 1975: Nancy Mitford: a Memoir, London, Hamish Hamilton
- 1976: The Peach Blossom Fan (gemeinsam mit Ch'en Shih-Hsiang), Berkeley, University of California Press
- 1979: The Pazzi Conspiracy: The plot Against the Medici, London, Thames & Hudson, 1979, London, Thames & Hudson
- 1980: The last Medici, London, Thames and Hudson
- 1982: The Soul's Gymnasium, London, Hamish Hamilton
- 1984: Three Extraordinary Ambassadors, London, Thames & Hudson
- 1986: Florence: a Travellers' Companion (Einleitung; Texte von Edward Chaney), London, Constable